# Tamara Moore
Tamara Tenell Moore (Minneapolis, 11 aprile 1980) è un'ex cestista statunitense, professionista nella WNBA.

## Carriera
È stata selezionata dalle Miami Sol al primo giro del Draft WNBA 2002 (15ª scelta assoluta).